# رابرت اچ. دایسون
رابرت اچ. دایسون جونیور (به انگلیسی: Robert H. Dyson؛ ۲ اوت ۱۹۲۷ - ۱۴ فوریه ۲۰۲۰) باستان‌شناس آمریکایی بود که به عنوان مدیر موزه پن (۱۹۸۲–۱۹۹۴) خدمت می‌کرد. وی به دلیل سرپرستی کاوش در تپه حسنلو بین سالهای ۱۹۵۶ تا ۱۹۷۷ شهرت پیدا کرد.

## تحصیلات و شغل
دایسون در سال ۱۹۲۷ در یورک، پنسیلوانیا به دنیا آمد و در سال ۱۹۶۶ دکترای خود را از دانشگاه هاروارد دریافت کرد. پایان‌نامه او بررسی لایه‌های کهن شهر شوش بود که بخش زیادی از کاوش‌های کلاسیک فرانسویان را ساماندهی کرد. او به عنوان استادیار انسان‌شناسی دانشگاه پنسیلوانیا برگزیده شد و معاونت سرپرست بخش شرق نزدیک از موزه پن را عهد دار شد. وی از سال ۱۹۷۹ تا ۱۹۸۲ به عنوان رئیس دانشکده هنر و علوم خدمت کرد و از ۱۹۸۲ تا ۱۹۹۴ مدیر موزه پن بود. وی در سال ۱۹۹۵ به عنوان استاد برجسته از پنسیلوانیا بازنشسته شد.
وی در سال ۱۹۷۱ به عنوان رئیس انستیتوی باستان‌شناسی آمریکا فعالیت داشت و در سال ۱۹۸۴ به عنوان عضوی از انجمن فلسفه آمریکا انتخاب شد. پس از بازنشستگی از پنسیلوانیا، به احترام وی صندلی رابرت اچ. دایسون در بخش مردم‌شناسی و بخش خاور نزدیک موزه پن اهدا شد.